# Hipnotic
Hipnoticele (sau somniferele) sunt substanțe deprimante ale SNC, care la doze terapeutice forțează sau favorizează instalarea unui somn asemănător celui fiziologic.
Sedativele sunt deprimante neselective SNC care la dozele terapeutice, sedative produc o stare de liniște, prin diminuarea hiperexcitabilității senzitive și psihomotorii.
În funcție de doze, un medicament poate avea un efect predominant, astfel:
- Hipnoticele la doze mici, au efect sedativ
- Sedativele au și efect anxiolitic (diminuează starea de anxietate)
- Tranchilizantele au efect hipnoinductor (induc somnul).